# La Gloria de la Peregrina
Barrio La Gloria es una localidad del partido de General Pueyrredón, provincia de Buenos Aires, Argentina.
Se encuentra sobre la ruta nacional 226 entre sierra de los Padres y Balcarce.

## Población
Cuenta con 415 habitantes (Indec, 2010), lo que representa un descenso del 67% frente a los 1,282 habitantes (Indec, 2001) del censo anterior.
| Gráfica de evolución demográfica de La Gloria de la Peregrina entre 1991 y 2010 |
|                                                                                 |
| Fuente: Censos nacionales del INDEC                                             |